# 早川六三郎

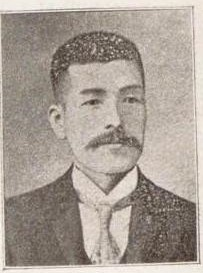
早川六三郎

早川 六三郎（はやかわ ろくさぶろう、1870年11月3日（明治3年10月10日） - 1946年（昭和21年）4月21日）は、明治から昭和時代戦前の政治家。実業家。衆議院議員。

## 経歴
早川勇治郎の長男として、岐阜県武儀郡八幡村（南武芸村、武芸村、武芸川町を経て現関市）に生まれる。1893年（明治26年）12月、家督を相続する。
農業を営み、南武芸村会議員、学務委員、武儀郡会議員、同参事会員を歴任した。また財界では、美濃銀行、美濃電気軌道各取締役、八幡産業会社重役、上有知銀行監査役を務めた。
1912年（明治45年）5月の第11回衆議院議員総選挙では岐阜県郡部から出馬し当選。衆議院議員を1期務めた。